# پرستار بچه (فیلم ۱۹۹۵)
پرستار بچه (به انگلیسی: The Babysitter) فیلمی محصول سال ۱۹۹۵ و به کارگردانی گای فرلند است. در این فیلم بازیگرانی همچون آلیسیا سیلورستون، جرملی لندن، جی.تی. والش، لی گارلیگتون، نیکی کت، لویس چیلیز، جرج سیگال و تیوزدی نایت ایفای نقش کرده‌اند.